# Martyazo
A República de Martyazo (em francês:  République de Martyazo) foi um Estado secessionista proclamado por rebeldes hutus no Burundi em 1 de maio de 1972.   O estado estava localizado dentro da comuna montanhosa de Vuzigo, entre Makamba e o Lago Nyanza. Em 9 de maio de 1972, as forças do governo dominado pelos tutsis de Michel Micombero ocuparam a região, acabando com a rebelião e a existência de Martyazo.
Devido à sua existência de pouco mais de uma semana, nenhuma estrutura formal de governo foi estabelecida em Martyazo.
Por falta de informações confiáveis, os acadêmicos têm apelidado o estado de "misterioso" e "efêmero".  Antoine Serukwavu foi dito ter sido presidente do estado.
A criação de Martyazo e o assassinato do Príncipe Ntare V de Burundi foram dois eventos que juntos marcaram o início da guerra civil e o genocídio de 1972.